# Валтасар
Валтаса́р (Бальтазар, Вальтасар, Бел-шар-уцур; по Книге Даниила: арам. בֵּלְטְשַׁאצַּר Белтшацар; от аккад. Bēl-šarra-uṣur — «Бел, царя храни»; 580 до н. э. — 539 до н. э., Вавилония) — вавилонский царевич (mār šarri) VI в. до н. э., старший сын и соправитель последнего царя Вавилонии Набонида (в Книге Даниила назван последним царём Вавилона). Управлял страной и частью армии во время пребывания своего отца в аравийской Тейме.

## Валтасар во внебиблейских источниках
Валтасар был сыном Набонида — последнего вавилонского царя, который неоднократно оставлял его управлять империей, занимаясь разысканием древностей и преследуя религиозные интересы. Процарствовав три года, Набонид отправился в оазис Тейма и посвятил себя служению богу Луны Сину. Он сделал Валтасара соправителем в 553 до н. э., наделив его полномочиями по защите Вавилона. На 17-м году царствования, в 539 до н. э., Набонид вернулся из Теймы для организации обороны против персов, планировавших нападение на Вавилон. Он принял участие в праздновании Нового года (Акиту). Затем, оставив Валтасара защищать Вавилон, Набонид во главе своего войска выступил на север навстречу армии Кира. 10 октября 539 до н. э. Набонид потерпел поражение и вынужден был бежать от Кира. Два дня спустя персы завладели Вавилоном.
О том, что Валтасар носил царское звание, сообщает и Книга Даниила, и клинописная табличка, в которой утверждается, что Набонид «доверил царство» старшему сыну перед паломничеством в Тейму. Кроме того, в «Киропедии» (4.6.3) Ксенофонт называет сына Набонида царём, отмечая, что этот царевич правил в Вавилоне, когда Кир готовился к штурму города. Ксенофонт несколько раз повторяет, что после падения Вавилона был убит и его царь, хотя не называет конкретного имени. Так же, как и Геродот (I.292), Ксенофонт сообщает, что объединённое войско мидян и персов отвело воды реки Евфрат с помощью специально прорытых каналов и это позволило ему проникнуть в город. Вавилон не был готов к нападению из-за религиозного праздника (7.5.20—33).
По словам Ксенофонта, штурмом города руководил Гобрий, правитель Гутия. Эти сведения отсутствуют у Геродота, но их удалось подтвердить благодаря расшифровке одного из цилиндров Кира, где командиром отряда, взявшего Вавилон, назван Губару. Этот военачальник говорит у Ксенофонта, что в ту ночь весь город был охвачен шумным весельем (7.5.33).

## Валтасар в Библии
Согласно Библейской Книге Даниила, Валтасар был последним халдейским правителем Вавилона. Навуходоносор назван отцом Валтасара (Дан. 5:2), согласно Талмуду (Мегила. стр. 11, л. Б) Валтасар правил после Амель-Мардука.
Согласно Библии, в ночь взятия Вавилона персами на устроенном Валтасаром последнем пиру, он святотатственно использовал для еды и напитков священные сосуды, вывезенные отцом из Иерусалимского храма. В разгар веселья появилась рука ангела Гавриила, начертавшая на стене слова: «мене, мене, текел, упарсин». Пророк Даниил истолковал надпись как послание Бога Валтасару, предсказал скорую гибель ему и его царству. В ту же ночь Валтасар погиб (Дан. 5:1—31).
Книга Даниила никак не объясняет тот факт, что Вавилон, обладавший мощными укреплениями, был взят за одну ночь и что Валтасар, пировавший вместе с гостями, ничего не знал об опасности, нависшей над его царством и его жизнью.

## Валтасар в искусстве
- Пир Валтасара — распространённый сюжет изобразительного искусства, литературы, музыки. Рассматривается как пир накануне смерти.

- «Валтасар» — стихотворение Генриха Гейне
- «Пир Валтасара» — картина Рембрандта, 1635 год.
- «Валтасар» — одноимённая оратория Генделя 1744 года.
- «Пир Валтасара» — картина Джона Мартина, 1820 год.
- «Пир Валтасара» — оратория Уильяма Уолтона 1931 года.
- «Пиры Валтасара, или Ночь со Сталиным» — фильм Юрия Кары 1989 года. Экранизация новеллы «Пиры Валтасара» из романа Фазиля Искандера «Сандро из Чегема».
- В новелле Анатоля Франса «Валтасар», вошедшей в состав одноимённого сборника (1889), фигурирует другой Валтасар, царь Эфиопии.
- В переносном значении выражение «валтасаров пир» означает шумное празднование накануне беды (ср. «пир во время чумы»).